# Grace Poe
Mary Grace Poe-Llamanzares (Iloílo, batizada em 3 de setembro de 1968) é uma educadora, empresária e política filipina. Desde 2013, exerce o cargo de senadora das Filipinas. Anteriormente foi candidata à presidência de seu país.
Em 1968, Poe foi encontrada por uma mulher na fonte de água benta da Catedral Metropolitana de Jaro, sendo posteriormente adotada pelos atores Susan Roces e Fernando Poe Jr. Poe estudou na Universidade das Filipinas em Manila durante dois anos e em seguida transferiu-se para o Boston College, em Massachusetts, Estados Unidos, onde se graduou em ciências políticas e passou grande parte de sua vida adulta em Fairfax, Virgínia.
Em 2004, Poe retornou para as Filipinas para ajudar seu pai adotivo em sua campanha à presidência do país. Ele perdeu para a presidente Gloria Macapagal-Arroyo, falecendo poucos meses depois. Em 2013, Poe foi eleita senadora com 20,3 milhões de votos, a maior votação daquela eleição. Em 2016, concorreu à presidência do país, ficando na terceira colocação, com 9,1 milhões de votos (21,4%).  Em 2019, reelegeu-se para um segundo mandato de seis anos como senadora, desta vez obtendo 22 milhões de votos, a segunda maior votação para o Senado.